# Сан-Джемини
Са́н-Дже́мини (итал. San Gemini) — коммуна в Италии, располагается в регионе Умбрия, подчиняется административному центру Терни.
Население коммуны составляет 4729 человек, на 1 января 2023 года, плотность населения ─ 169,52 чел./км². Занимает площадь 27,90 км². Почтовый индекс — 5029. Телефонный код — 0744.
Покровителем коммуны почитается преподобный Гемин Касвентский. День памяти ─ 9 октября.

## Известные уроженцы
- Серрани, Лучо (род. 1961) ─ итальянский легкоатлет, метатель молота[3].